# Фратар Јулијан
Брат Јулијан (мађ. Julianus barát), је био један из групе фратра доминиканског реда, који су 1235. године кренули из Мађарске да пронађу — по хроници — остатке источне постојбине.
После много дана путовања, Јулијан је са групом стигао до главног града Волшке Бугарске који се налазио између реке Волге и реке Каме на територији данашњих руских република Татарстана и Чувашије, где му је речено да су Мађари удаљени само два дана путовања.
Јулиан их је пронашао и тиме попунио празнину од 300 година, јер су се практично Мађари који су отишли за Панонију и они који су остали, раздвојили у 9. веку. Језик им се није пуно променио тако да је Јулиан био у могућности да комуницира без проблема. Јулиан је ово место назвао Магна Хунгарија (лат. Magna Hungaria – „Велика Хунгарија”), или Велика Мађарска.
Ту је Јулиан чуо приче о озлоглашеним Татарима, који су били непријатељи источних Мађара и Бугара. Две године након првог путовања, отишао је поново на исто место али је наишао само на пределе опустошене од стране Монгола. Вратио се у Мађарску са вешћу о великој опасности са истока и изгубљеној комуникацији са источним огранком Мађара. 